# Písečné (Vysočina)
Písečné é uma comuna checa localizada na região de Vysočina, distrito de Žďár nad Sázavou.
A aldeia foi fundada num lugar arenoso, onde também há muitas nascentes de riachos, que desaguam no rio Svratka.